# 阪田渉

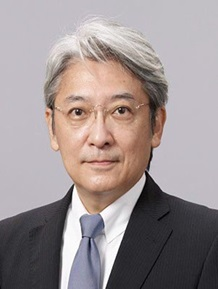

阪田 渉（さかた わたる、1965年7月3日 - ）は日本の財務官僚。関税局長、国税庁長官、内閣官房内閣審議官兼デジタル行財政改革準備室長を経て内閣官房副長官補（内政担当）。
阪田登元日債銀専務・日本振興銀行取締役会議長は父。阪田泰二元国税庁長官は祖父。小川駒橘元長崎師範学校校長は高祖父。
ファッションデザイナーの中嶋弘子も血のつながりはないが祖母にあたり、2021年の葬儀では孫として喪主を務めた。

## 来歴
麻布中学校・高等学校から東京大学文科一類に入学。東京大学法学部卒業。東大法学部在学中に国家公務員一種試験（法律）に合格。1988年 大蔵省入省。配属先は関税局企画課。朝の雑巾がけ・ゴミ捨てから、課長について議員会館に根回しに行ったり、輸入組合に電話をかけて来年の輸入見通しを聞いたりしていた。思い出に残ることとして、当時前例がなかったアンチダンピング関税の提訴があり、そこで行政の難しさを垣間見た気がしたという。コロンビア大学の行政学のコースに留学（ただし、学位を取得したとのソースは確認できない）。会計学、統計学、金融学、経済学の講義はその後の役人生活の重要な基礎となったと思うと述べている。1994年7月10日 潮来税務署長。1995年5月から1998年7月まで外務省在インド大使館勤務。2000年7月 主計局主計官補佐（地方財政係主査）。地方交付税関係の予算編成を担当。2001年1月6日 財務省主計局主計官補佐（地方財政係主査）。2002年6月から約3年間、企画担当の主計局総務課長補佐を務める。2005年7月 国際協力銀行（JBIC）研究員。ワシントンD.C.で情報収集活動に当たった。2010年7月9日 大臣官房秘書課財務官室長。財務大臣の海外出張の日程を司るのがメインの業務。為替介入が行われた際は、財務大臣・財務官の対外関係を支える裏方として緊迫した日々を体験した。2011年7月21日 主計局主計官（厚生労働第二担当）。社会保障予算の半分を占める、年金、生活保護、雇用の予算編成を担当。2012年8月17日 主計局主計官兼主計局総務課（企画担当）。2015年7月7日 主計局総務課長。2016年6月17日 大臣官房文書課長。2017年7月11日 大臣官房審議官（国際局担当）。2018年7月27日 主計局次長（次席）。2019年7月5日 主計局次長（首席）。2020年7月20日 日銀や他省庁との接触を担う主要ポスト（財務省No.4）の大臣官房総括審議官に就任するが、同年11月16日 会計センター所長兼財務総合政策研究所長に就く。2021年7月8日 関税局長ヘ昇進し、そのまま2022年6月28日には国税庁長官となった。

## 略歴
- 1988年4月：大蔵省入省。
- 1990年：コロンビア大学留学（ただし、学位を取得したとのソースは確認できない ）。
- 1992年7月：理財局資金第一課原資係長[9]。
- 1993年7月：理財局資金第一課企画係長[7]。
- 1994年7月10日：潮来税務署長[7]。
- 1995年5月：外務省在インド大使館二等書記官。
- 1998年4月：外務省在インド大使館一等書記官。
- 1998年7月：主計局主計企画官補佐（調整第一、三係主査）。
- 1999年7月：主計局主計官補佐（総理府第二係主査）。
- 2000年7月：主計局主計官補佐（地方財政係主査）。
- 2001年1月6日：財務省主計局主計官補佐（地方財政係主査）。
- 2002年6月：主計局総務課長補佐（企画担当）。
- 2005年7月：国際協力銀行（JBIC）開発金融研究所主任研究員（ワシントン駐在）。
- 2008年6月30日：大臣官房付。
- 2008年7月：国際局地域協力課国際調整室長。
- 2009年7月：国際局為替市場課資金管理室長。
- 2010年7月9日：大臣官房秘書課財務官室長。
- 2011年7月21日：主計局主計官（厚生労働第二担当）。
- 2012年8月17日：主計局主計官兼主計局総務課（企画担当）。
- 2015年7月7日：主計局総務課長。
- 2016年6月17日：大臣官房文書課長。
- 2017年7月11日：大臣官房審議官（国際局担当）。
- 2018年7月27日：主計局次長（次席）（農水、公共事業、整備新幹線事業担当）[10][11][12]。
- 2019年7月5日：主計局次長（首席）（文部科学担当）[13]。
- 2020年7月20日：大臣官房総括審議官。
- 2020年11月16日：会計センター所長兼財務総合政策研究所長。
- 2021年7月8日：関税局長。
- 2022年6月28日：国税庁長官。
- 2023年7月4日：依願退官。
- 2023年9月13日：内閣官房内閣審議官（内閣官房副長官補付）、内閣官房デジタル行財政改革準備室長[14]。
- 2024年6月28日：内閣官房副長官補（内政担当） 兼 沖縄連絡室長代理 兼 内閣感染症危機管理統括庁内閣感染症危機管理監補[15][16]。